# De Witte (film)
De Witte is een Belgische film uit 1934, in een regie van Jan Vanderheyden en Edith Kiel, en naar het gelijknamige boek van Ernest Claes. Het was de eerste Nederlandstalige geluidsfilm in België.

## Verhaal
In een Brabants dorpje is de jongste zoon van een kroostrijk gezin, Louis Verheyden, die naar de bijnaam "de Witte" luistert, een onverbeterlijke deugniet. Zijn schelmenstreken drijven zijn ouders tot wanhoop. De Witte is echter niet boosaardig. Zijn guitenstreken zetten de mensen veel meer aan tot lachen dan tot huilen. Vaak begrijpt de Witte zelf de draagwijdte van zijn fratsen niet, en ondanks zijn plagerijen is hij overal een graag geziene gast. Hij wordt zelfs erejonker op het huwelijk van zijn broer Nis met Lieske, de dochter van de herbergier...

## Ontstaan
Wanneer de Antwerpse filmregisseur Jan Vanderheyden de rechten tot het verhaal van het boek De Witte van Ernest Claes bekomt, gaan er plannen op om een eerste Vlaamse geluidsfilm te maken. Het verhaal beschrijft de schelmenstreken van een wit-harige deugniet in de plattelandsgemeente Zichem, en de verfilming zou gebeuren vanuit het oogpunt van het kind. Vanderheydens' van Duitsland afkomstige partner, Edith Kiel, was minder enthousiast over het idee, en was van mening dat de verhalen uit de Duitse cinema beter geschreven waren. Desalniettemin ging de film in productie. Kiel ontfermde zich aanvankelijk over het draaiboek van de film. Daarom had ze aan het oorspronkelijke verhaal van Ernest Claes een liefdesverhaal toegevoegd, dit tegen de zin van de oorspronkelijke auteur van de roman. Dit deed ze naar eigen zeggen om meer rode draad en samenhang te creëren in het verhaal. Een aanpassing waarmee de Katholieke Kerk het dan weer moeilijk had, was de geminimaliseerde rol van dorpspastoor Munte. De hoofdrol in De Witte was weggelegd voor Jef Bruyninckx.
In juni 1934 startte de buitenopnames van De Witte in het landelijke dorpje Zichem. Willem Benoy was oorspronkelijk belast met de rol van regisseur, maar kwam reeds bij de eerste opnamedag niet opdagen. Vanaf dat punt namen Jan Vanderheyden en Edith Kiel samen de volledige regie op zich, waarbij Kiel een belangrijke rol zou spelen. Ondanks dat Benoy geen bijdrage leverde aan de film, bleef hij wel vermeldt staan op de titelpagina. Aangezien ze reeds het draaiboek had geschreven, zette Kiel de filmproductie grotendeels naar haar hand. 
Wanneer de buitenopnames in Zichem afgerond waren, verhuisde de hele filmploeg naar Berlijn voor de binnenopnames. Aangezien De Witte de eerste Belgische geluidsfilm zou worden, beschikte men in België nog niet over opnamestudio's voor klankfilms. Omdat de opnamestudio's in Berlijn kostelijk waren en de volledige cast op hotel verbleef, ontspoorde het budget van de film. Jan Vanderheyden zat met een tekort van 200.000 Belgische Frank, waarop Edith Kiel een bedelbrief stuurde naar Ernest Claes. Die leende de filmproductie 40.000 Frank, wat hij later ook voor andere producties van Vanderheyden en Kiel zou doen.
Onder de handen van Jan Vanderheyden en Edith Kiel werd de bestseller De Witte van Ernest Claes omgevormd tot een lyrische Heimatfilm die de schoonheid van Vlaanderen, het platteland en zijn mensen verheerlijkt. Dit vertaalt zich ook in de proloog van de film, waarin een romantisch nationalistisch lied genaamd "Mijn land is Vlaanderen" wordt gebracht van Renaat Veremans op een tekst van Willem Gijssels, gezongen door bariton Alfo de Quick.

## Ontvangst
In september 1934 verschijnt De Witte in de bioscoopzalen in België, en kent onmiddellijk een immens succes. Weken na de première in Cinema Colosseum op de Meir te Antwerpen bleef het publiek toestromen. Ook in de komende decennia bleef de film populair bij cinemagangers. Door het succes van de film werd De Witte vaak geafficheerd onder de noemer "de beste film van bij ons". Het succes werd toegeschreven aan de herkenbaarheid van de personages en de acteurs. Ernest Claes daarentegen was minder gelukkig met het resultaat: hij was ontevreden over de toevoegingen die niet in zijn oorspronkelijke roman stonden, zoals het toegevoegde liefdesverhaal door Edith Kiel. Ook de personages zoals die vorm kregen door Kiel konden Claes niet behagen. Ondanks dat Claes ontevreden was met het eindresultaat, zorgde het wel voor een toenemende naamsbekendheid van zowel hem als zijn werken. De film bracht eveneens een veelvoud op van wat die gekost had, waardoor de eerste Belgische geluidsfilm een ontzettend succes bleek. Jan Vanderheyden en Edith Kiel zouden in de jaren nadien het succes van De Witte proberen te evenaren, maar zonder succes. De film Uilenspiegel leeft nog!, gebaseerd op een scenario van Claes, sloeg niet aan bij het publiek. Voor andere producties van Vanderheyden en Kiel zou Claes als scheldschieter blijven optreden, al was hij (zoals bij De Witte) ontevreden over het resultaat.
Naar aanleiding van het 90-jarige jubileum van de film, organiseerde de gemeente Zichem in 2024 gratis filmvertoningen van De Witte.
De hoofdrol in De Witte werd vertolkt door Jef Bruyninckx. In navolging van het succes van de film speelde hij nog enkele rollen als acteur, maar werd uiteindelijk filmmonteur. Nog later tekende hij als regisseur voor een vijftal komische films. Hij wilde meer serieuze onderwerpen verfilmen, maar zocht ten slotte teleurgesteld zijn heil bij de opkomende Vlaamse televisie in de hoedanigheid van monteur en regisseur.

### Verfilming van Robbe De Hert
In 1980 kwam er in regie van Robbe De Hert een nieuwe versie van De Witte met de titel De Witte van Sichem. De Hert maakte van De Witte een symbool van Vlaamse koppigheid en verzet tegen autoriteit. In tegenstelling tot de romantische verheerlijking van het Vlaamse plattelandsleven in de originele film, plaatste De Hert de gruwel van het leven en de sociale ongelijkheid in het licht van het opkomende socialisme in België.

## Rolverderling
| Acteur              | Personage        |
| ------------------- | ---------------- |
| Remy Angenot        | Mijnheer Boon    |
| Willem Benoy        | Hoofdonderwijzer |
| Jef Bruyninckx      | De Witte         |
| Nand Buyl           | jongen           |
| Willem Cauwenberg   | Onderwijzer      |
| Wim De Gruyter      | jongen           |
| Jules Dirickx       |                  |
| Frida Gonissen      | Marieke          |
| Magda Janssens      | Moeder           |
| Jef Van Leemput Jr. | Mulder           |
| Jef Van Leemput Sr. | Vader            |
| Germaine Loosveldt  | Vrouw van Mulder |
| Nora Oosterwijk     | Treske           |
| Gaston Smet         | Niske            |
| Jozef Sterkens      | Tenor            |
| Betty Van Roey      | Marie-Louise     |
| Ida Wasserman       | Lieske           |